# Mario Botta

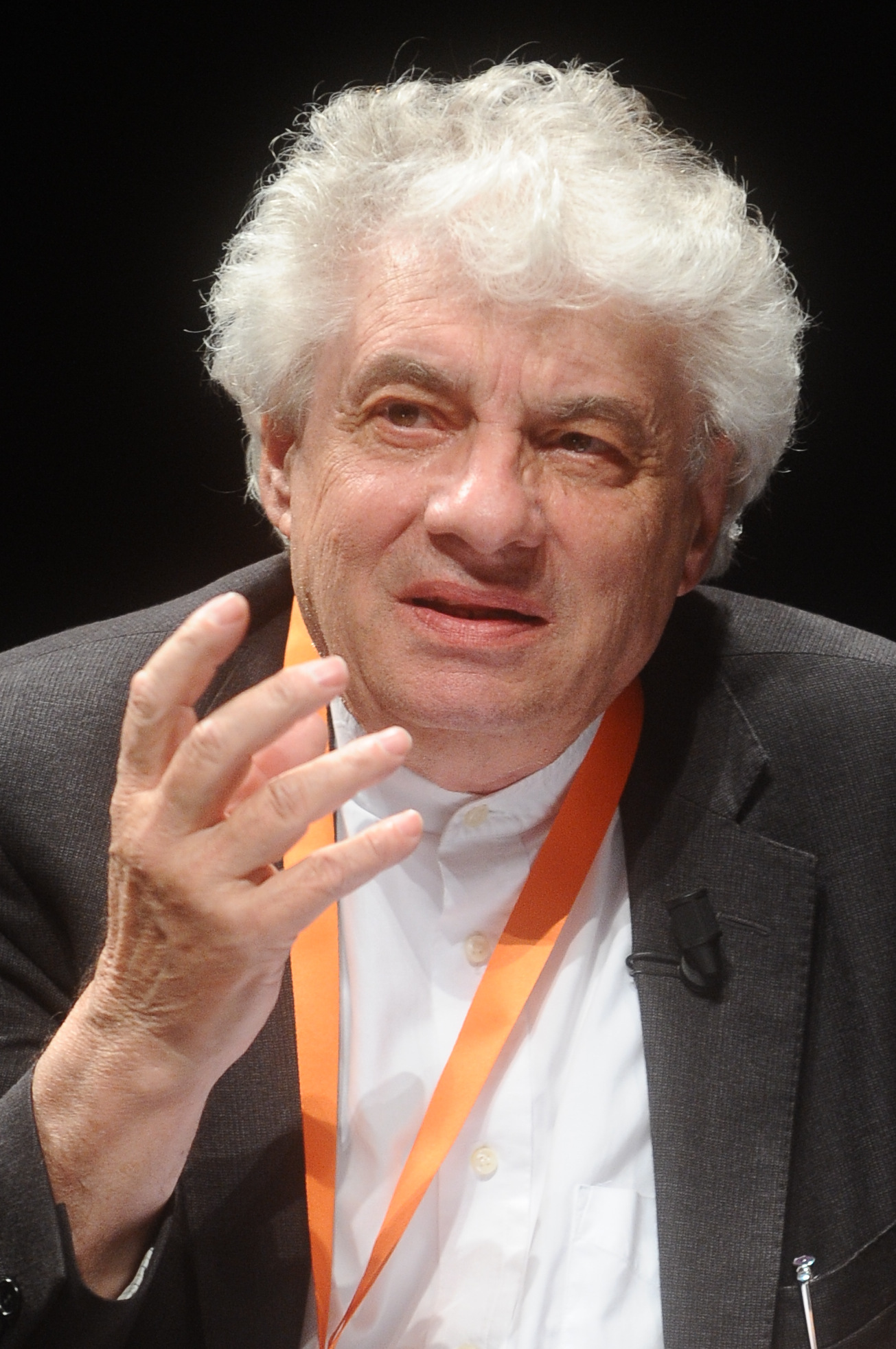
Mario Botta, 2016

Mario Botta (* 1. April 1943 in Mendrisio, Kanton Tessin) ist ein Schweizer Architekt und emeritierter Professor und ehemaliger langjähriger Leiter der Accademia di Architettura der Università della Svizzera italiana in Mendrisio. Zu seinen berühmtesten Bauwerken zählen das San Francisco Museum of Modern Art und die Chiesa di San Giovanni Battista in Mogno-Fusio.

## Werdegang und Wirken

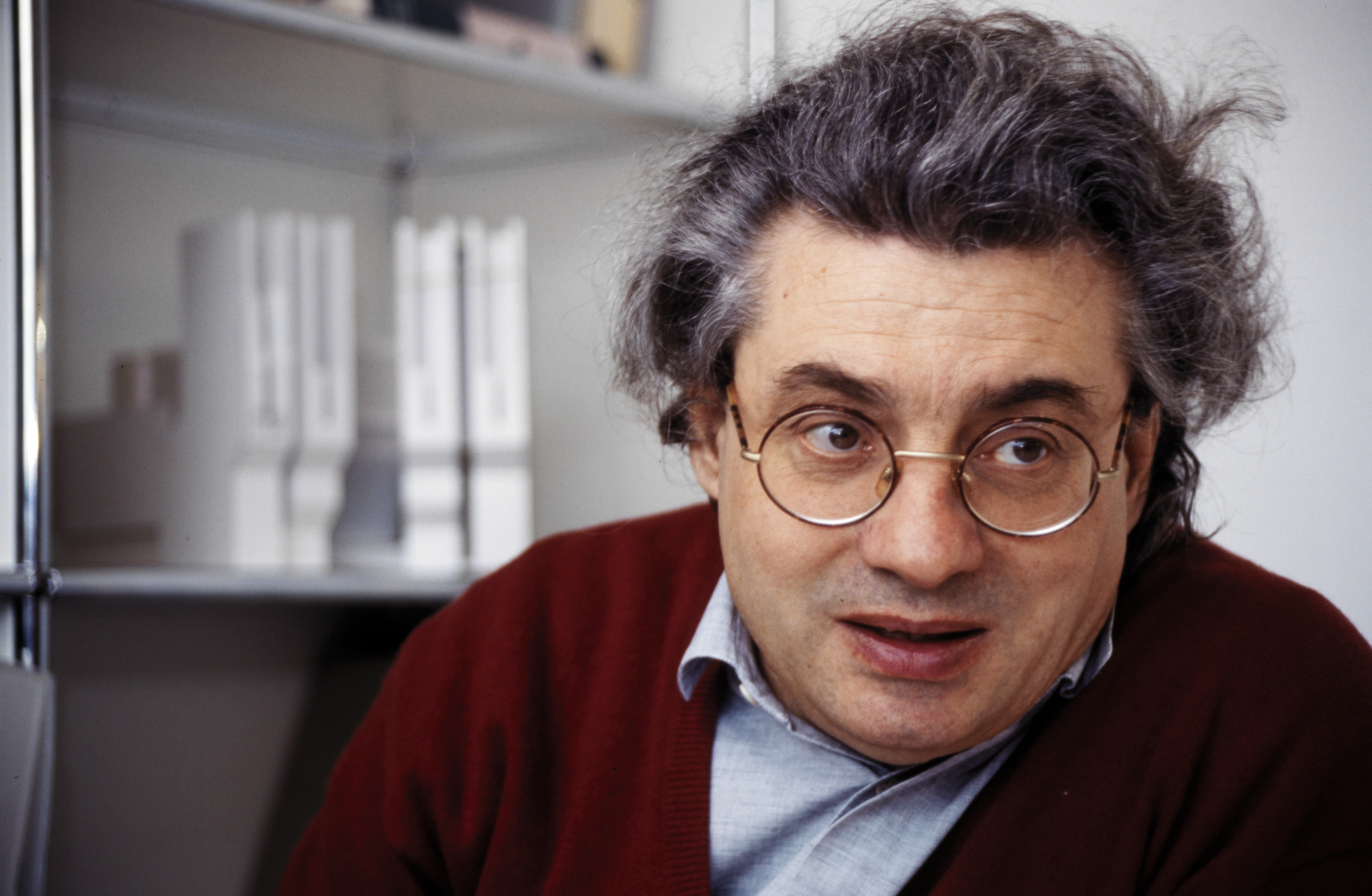
Mario Botta, Porträt Swissair-News, Bildarchiv der ETH Zürich, 1990–2001

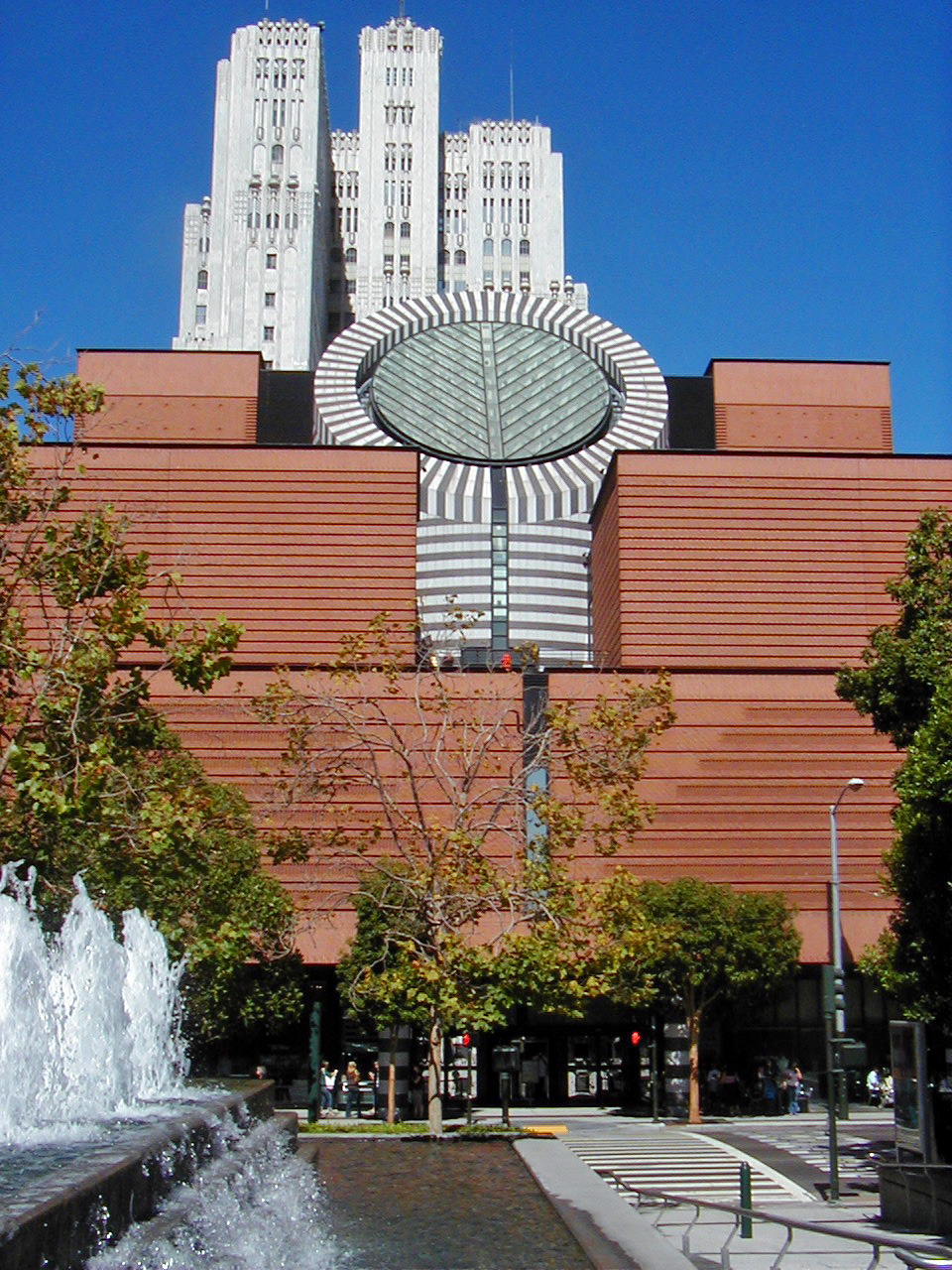
San Francisco Museum of Modern Art MOMA, 1989–1995

Als 15-Jähriger absolvierte Botta eine Lehre als Hochbauzeichner bei Tita Carloni und Luigi Camenisch in Lugano. Als 16-Jähriger plante er sein erstes Haus für Verwandte; als 18-Jähriger durfte er das katholische Pfarrhaus in Genestrerio entwerfen. Anschliessend besuchte er das Liceo Artistico in Mailand.
Von 1964 bis 1969 studierte er Architektur am IUAV Istituto Universitario d’Architettura di Venezia, wo er 1969 bei Carlo Scarpa und Giuseppe Mazzariol diplomierte. Während seines Studiums arbeitete er bei Le Corbusier bis zu dessen Tod am Krankenhaus Venedig mit. Noch im selben Jahr eröffnete er ein eigenes Architekturbüro in Lugano. In seiner Ausbildung hatte er Kontakt mit weiteren bekannten Architekten  wie Carlo Scarpa, Louis I. Kahn und Luigi Snozzi. Deren Einfluss  ist in vielen seiner Bauten erkennbar. Botta gilt zudem als wichtigster Vertreter der in den 1970er Jahren bekannt gewordenen «Tessiner Schule» und Bewunderer der Romanischen Architektur.
Botta arbeitet oft mit massiven Baumaterialien, wie Naturstein, Backstein oder Beton. Der rationalistische Stil Bottas setzt sich aus einer streng geometrischen, schlichten Formensprache und Bestandteilen wie Licht und Schatten zusammen. Diese Kombination lässt die oft massiven Baukörper leicht und elegant erscheinen. Viele seiner Werke findet man in seiner Heimat, dem Tessin. Mario Botta ist aber weltweit tätig.
Mario Botta wurde 1983 zum Titularprofessor der Eidgenössischen Technischen Hochschule in Lausanne (EPFL) und zum Ehrenmitglied des Bundes Deutscher Architekten BDA ernannt. Er hatte wesentlichen Anteil an der Gründung des Fachbereichs Architektur (Accademia di Architettura) der Università della Svizzera italiana in Mendrisio, an der er seit 1996 mit Aurelio Galfetti, Kenneth Frampton und Peter Zumthor lehrte.
2011 wurde er zum Leiter der Accademia di Architettura ernannt; er übte das Amt bis 2012 aus.

### Privates
Botta ist verheiratet und Vater dreier Kinder, die seit 1998 mit ihm zusammenarbeiten. Er lebt und arbeitet seit 2011 in Mendrisio.

## Ehrungen und Auszeichnungen
- 1983: Ehrenmitgliedschaft / Honorary Member of the AIA American Institute of Architects
- 2006: Ehrendoktorwürde der Universität Freiburg[8]
- 2013: Berufung in die Päpstliche Akademie der schönen Künste und der Literatur durch Papst Benedikt XVI.[9]
- 2018: Joseph-Ratzinger-Preis

## Zitate
- Ein Meister der Präzision, keine Fuge ist an der falschen Stelle. (Siegbert Keller über Mario Botta, civitas. 7/8 2002)
- Die Ideen des Lebens sind stärker als die der Architektur. (Mario Botta)
- Meine Bauten entsprechen in ihrer kompakten Form wahrscheinlich dem Bedürfnis des Menschen nach Geborgenheit, einem Gefühl, das in unserer heutigen Welt, in der der Alltag immer härter wird, wieder eine der wichtigsten Anforderungen an Architektur ist. (NZZ Folio, Zürich: 09/1991)

## Bauten

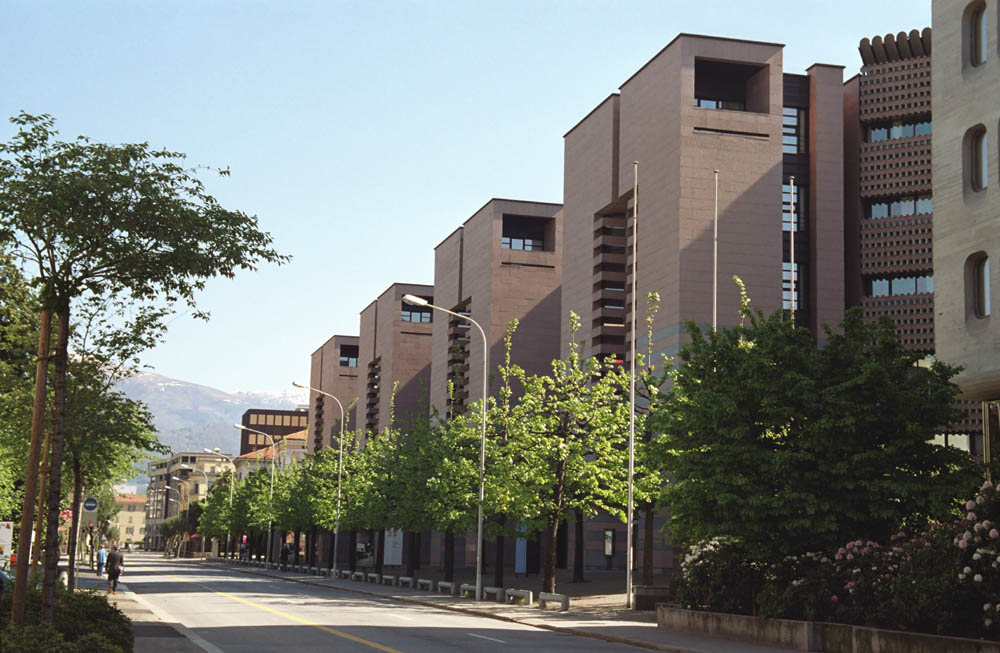
Banca del Gottardo in Lugano, 1982–1988

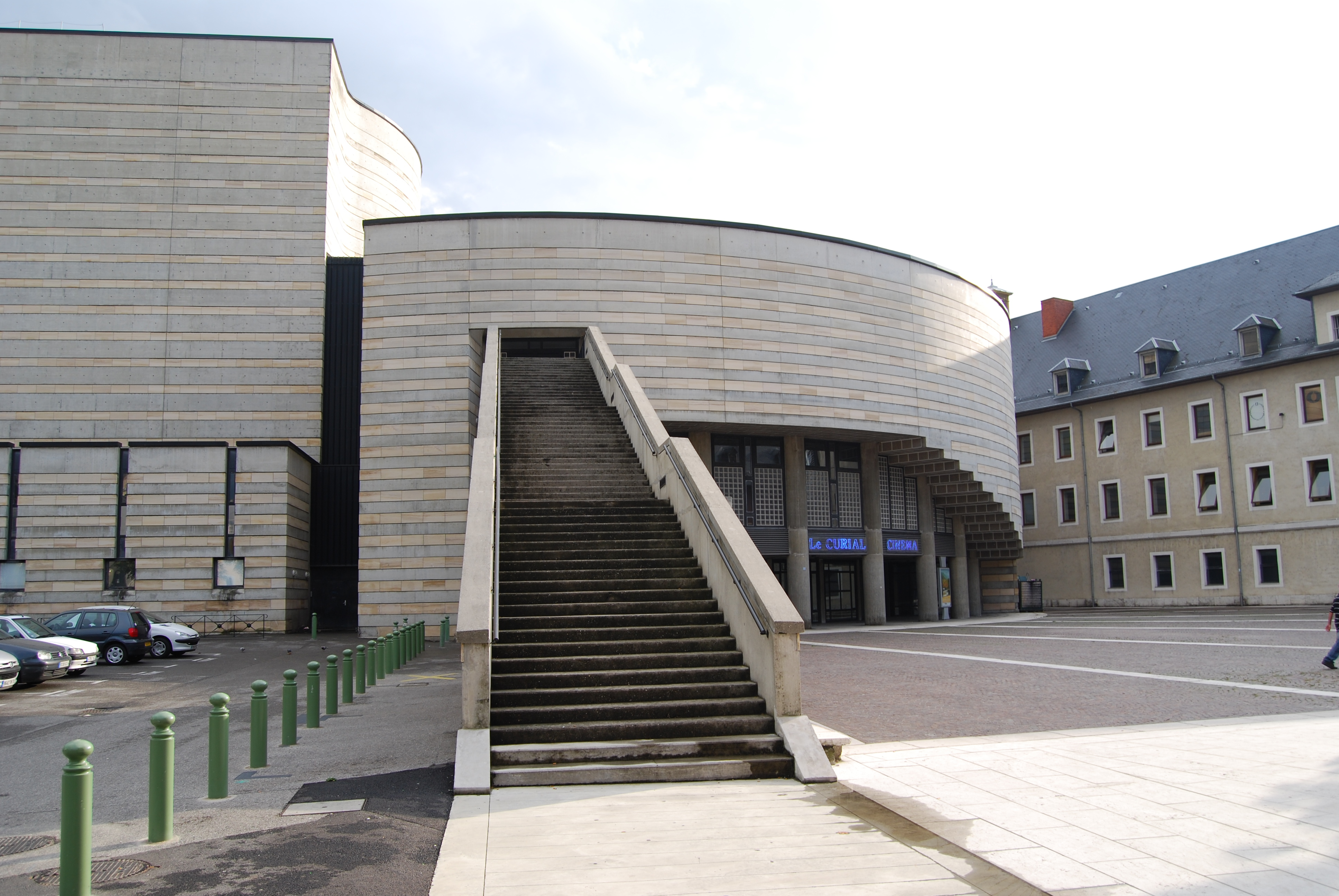
Espace culturel André Malraux, Chambéry, 1985–1987

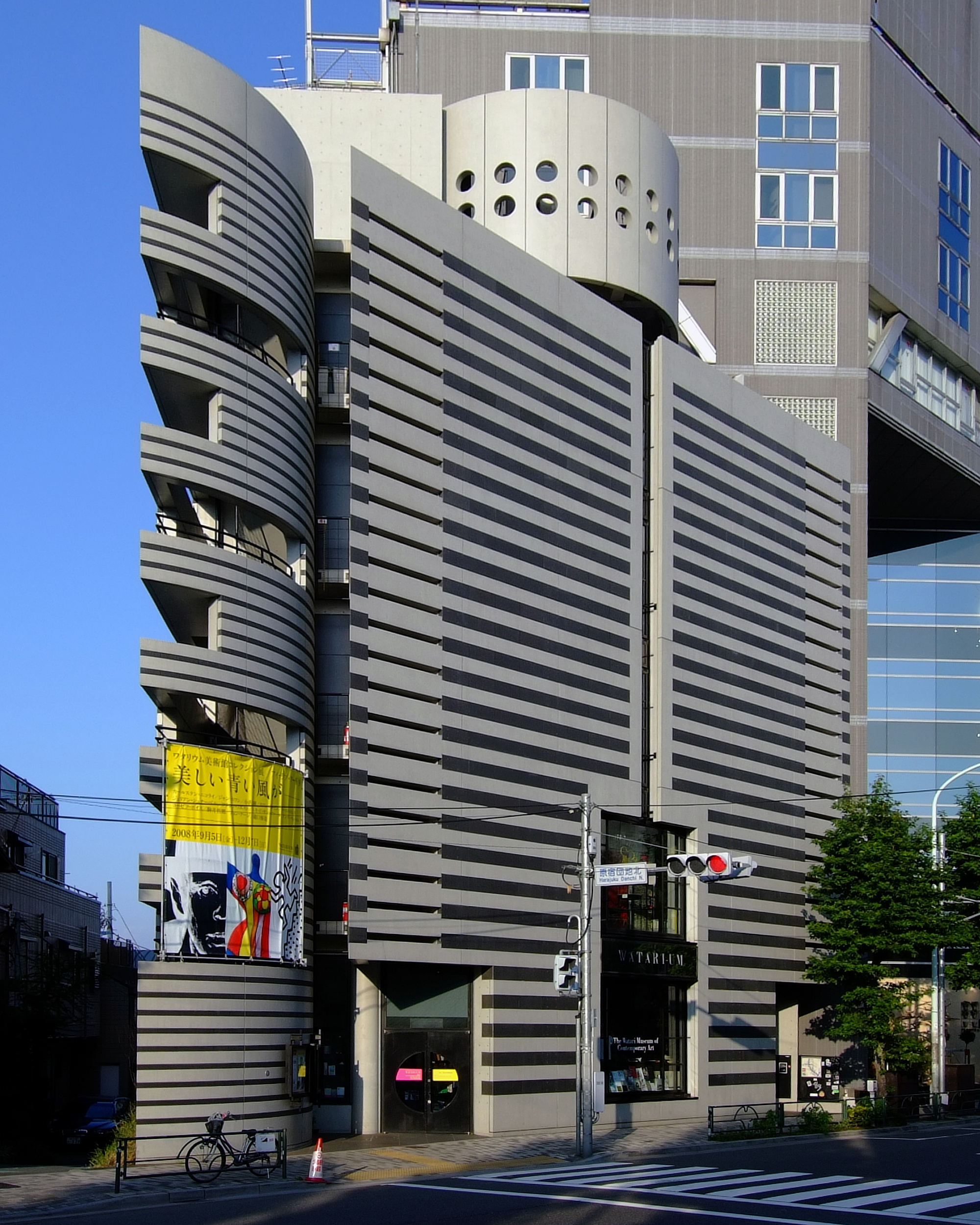
Watari Museum of Contemporary Art, Shibuya-ku, 1985–1990

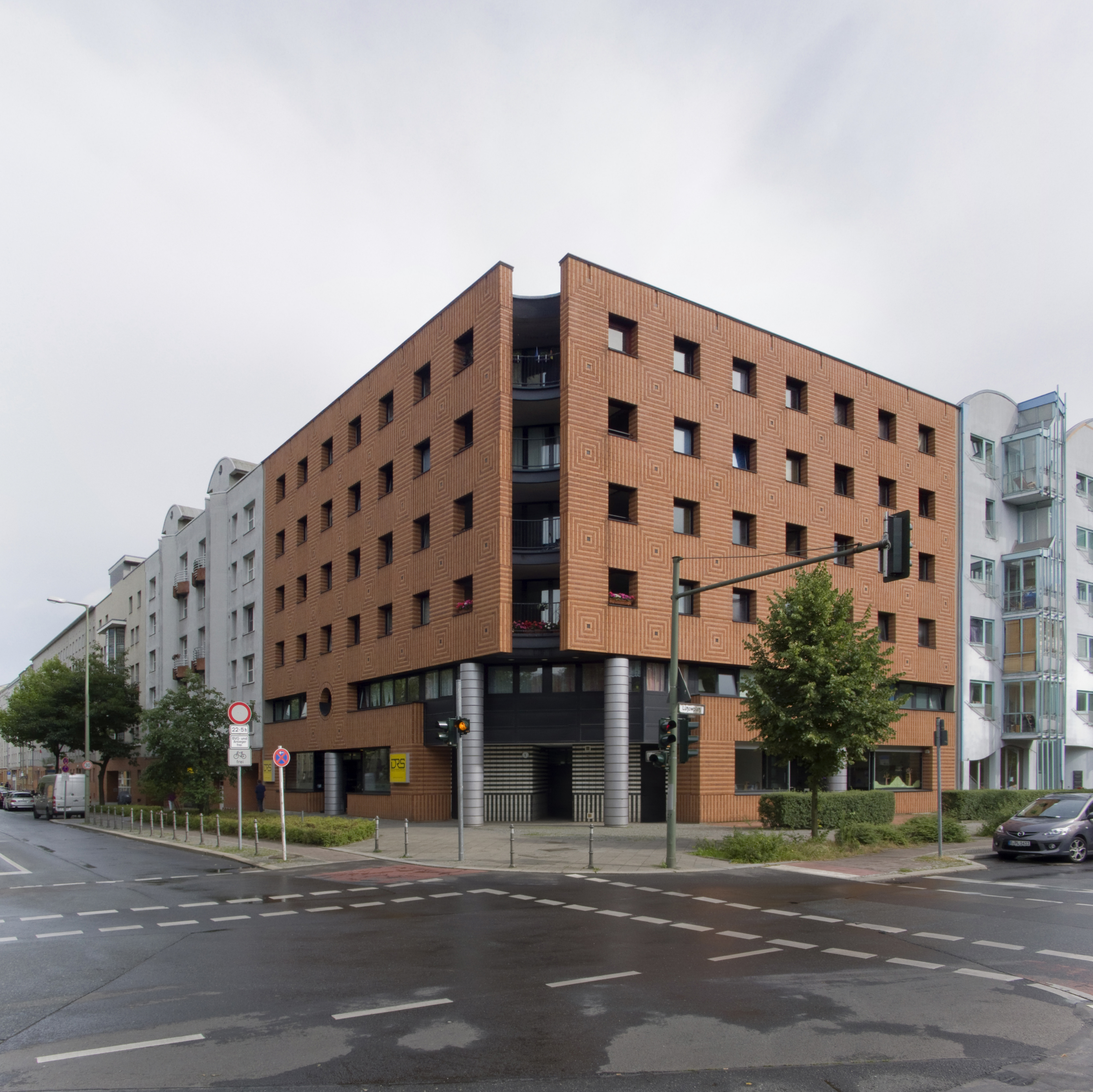
Wohnpark am Lützowplatz Berlin, 1987

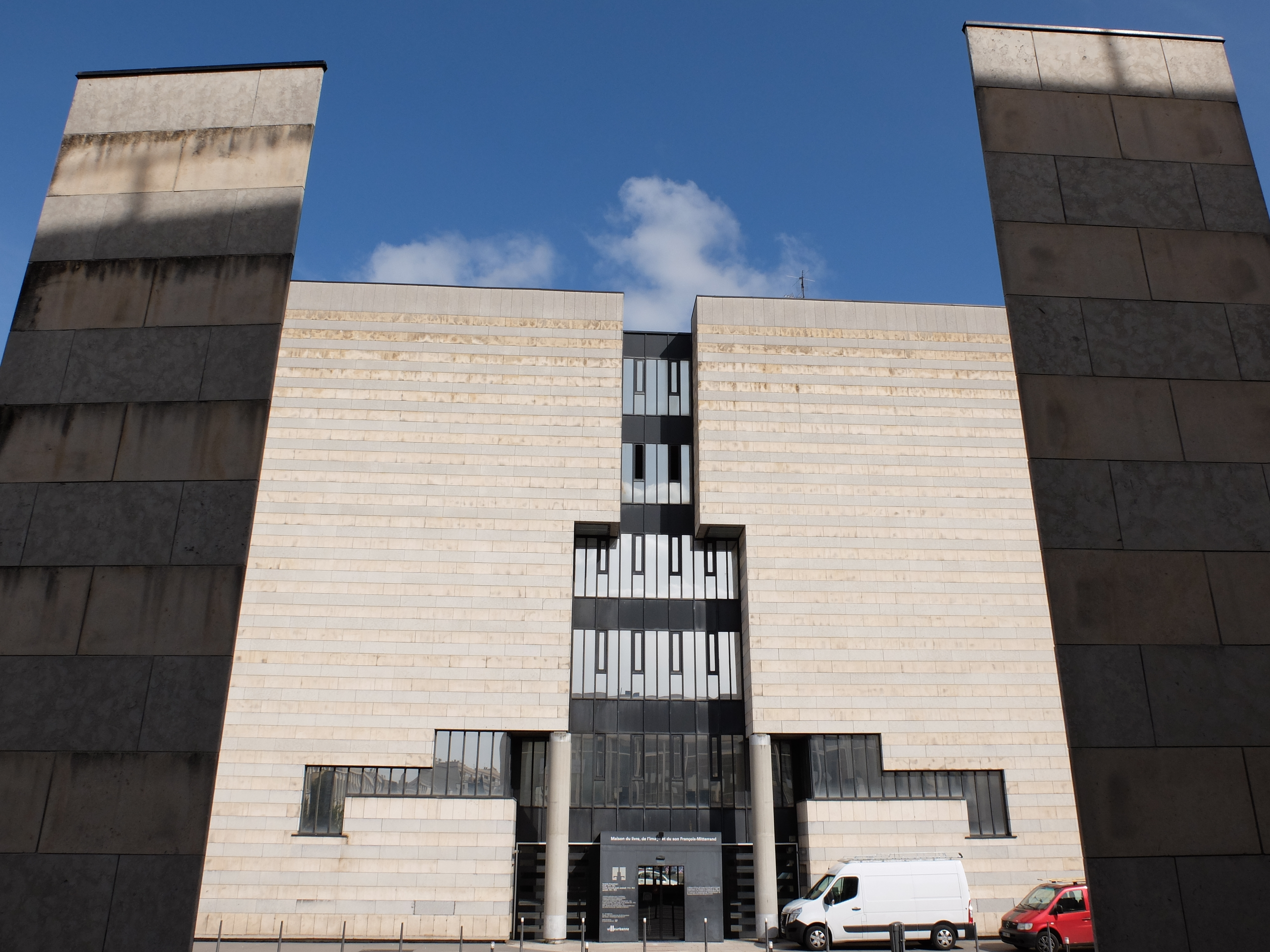
Maison du Livre de l’Image et du Son, Villeurbanne, 1986–1988

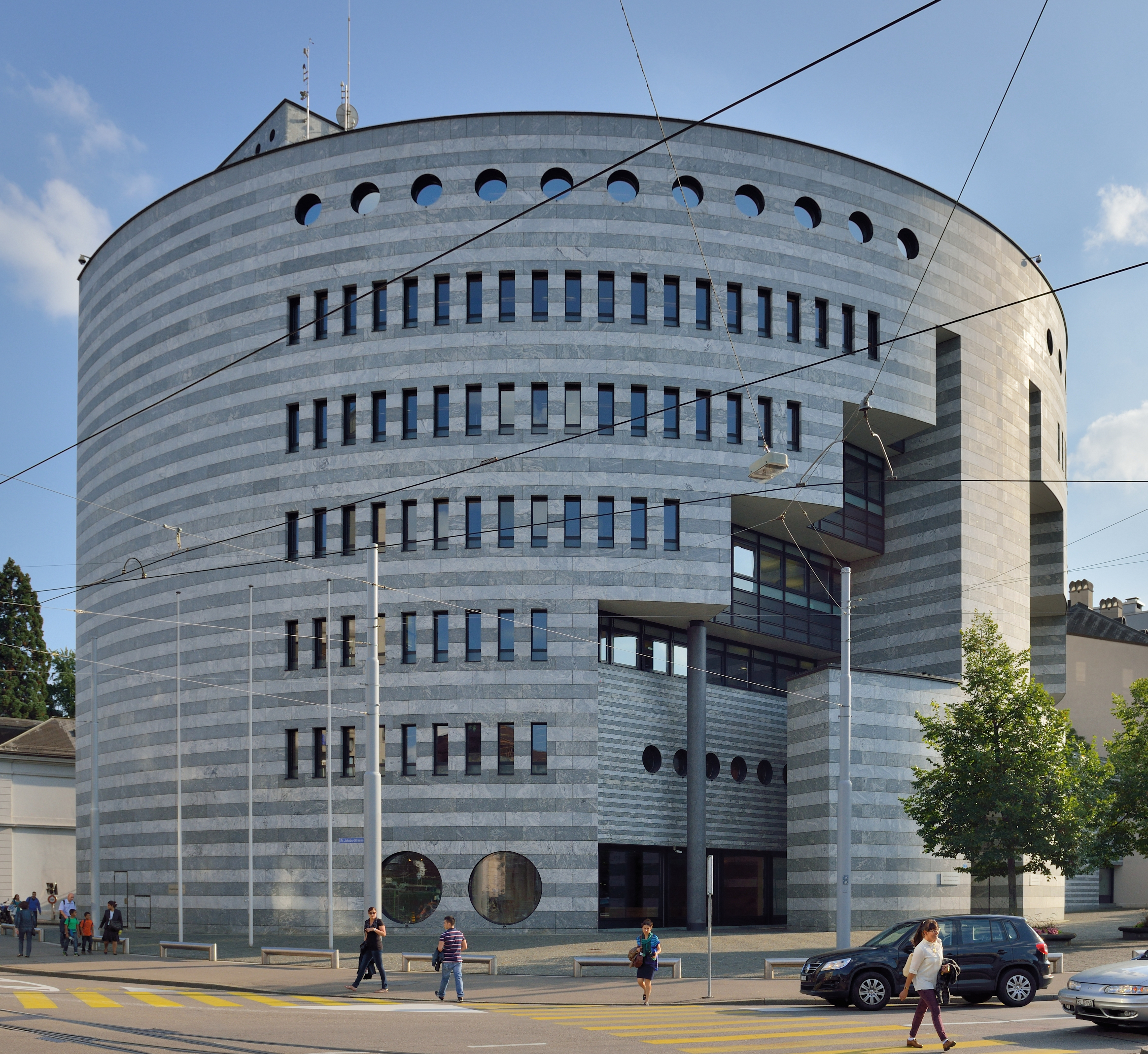
Früherer Sitz der UBS und jetziger Zweitsitz der BIZ, Basel, 1986–1995

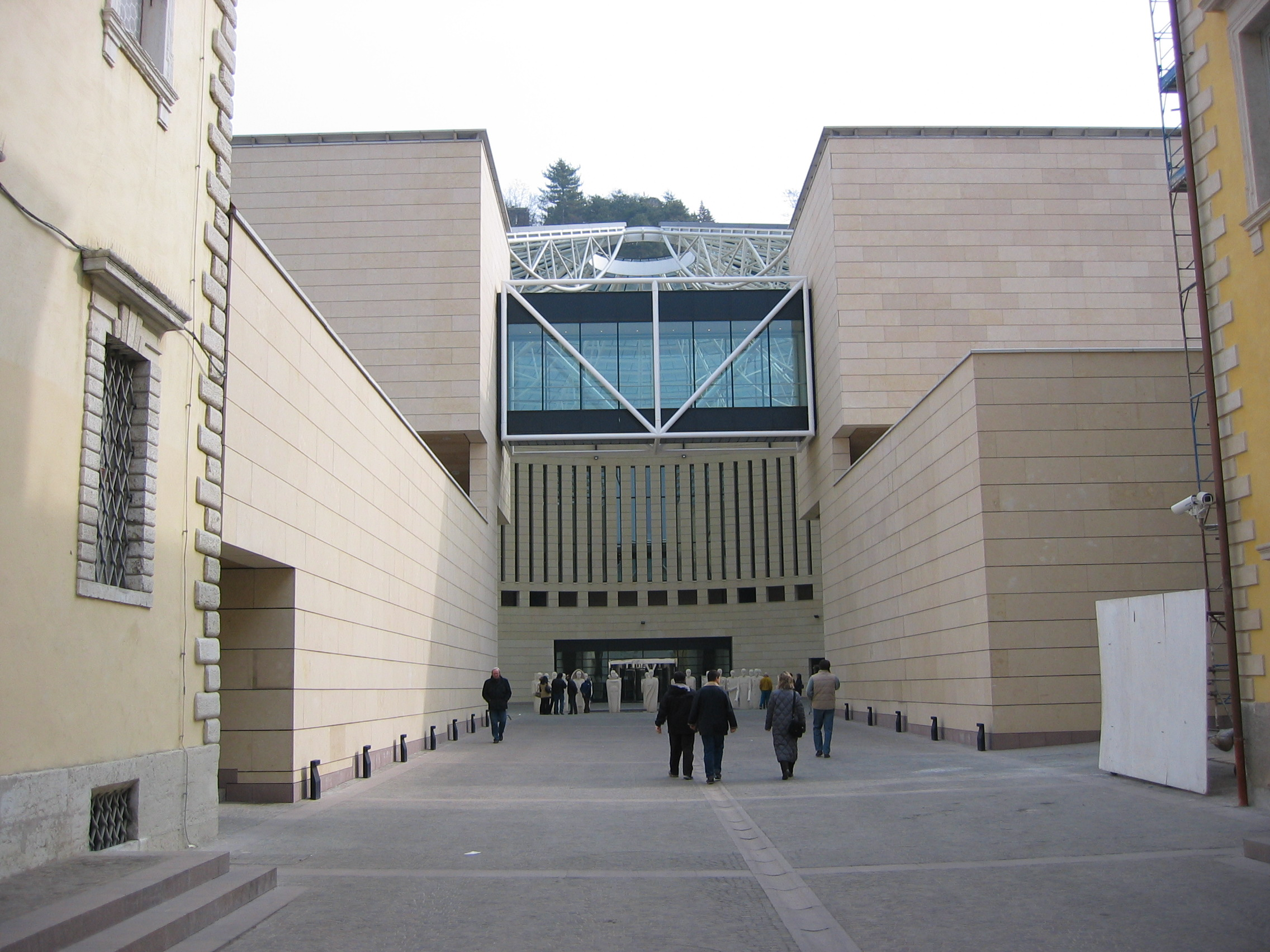
MART – Museum für moderne und zeitgenössische Kunst, Rovereto, 1988–2002

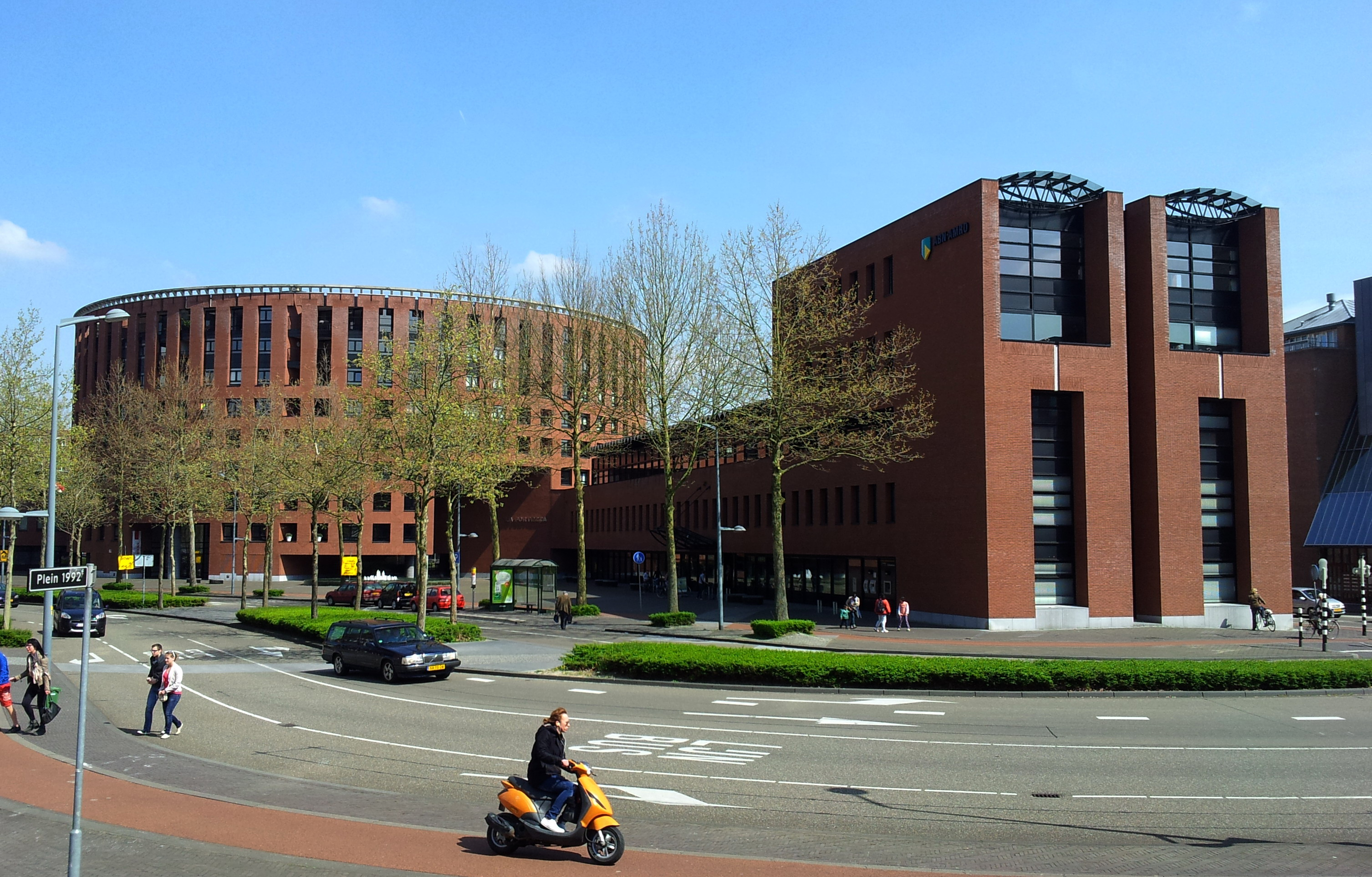
La Fortezza, Maastricht, 1990–2000

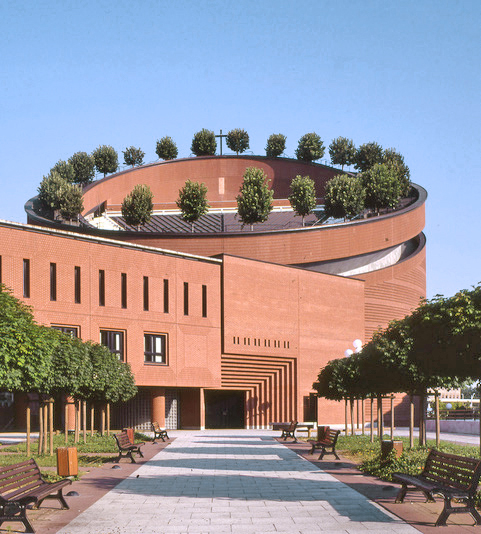
Kathedrale von Évry, 1991–1995

Museum Tinguely, Basel, 1993–1996

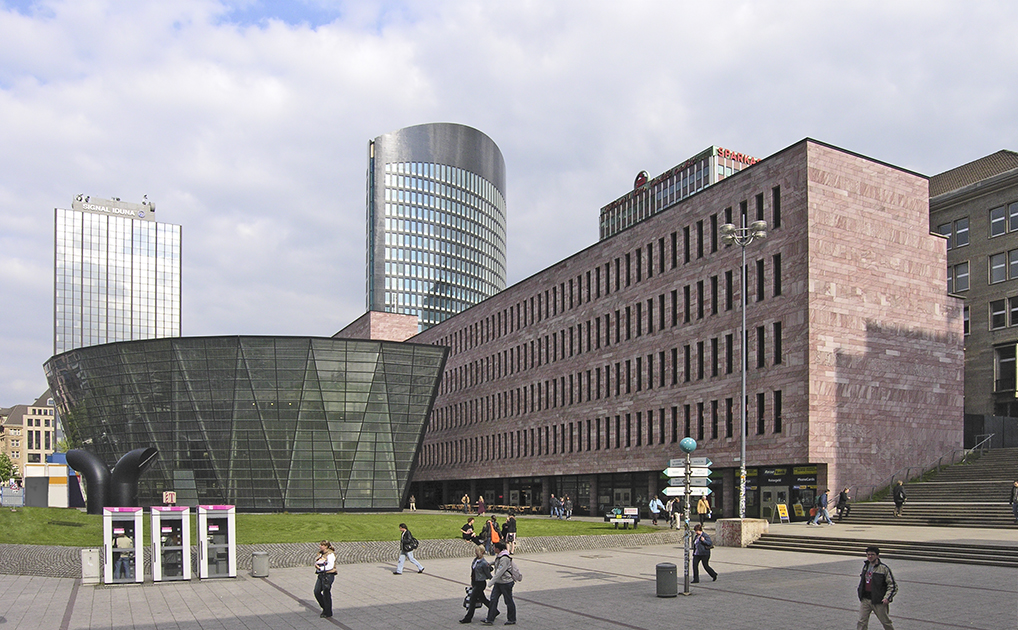
Stadt- und Landesbibliothek, 1995–1999

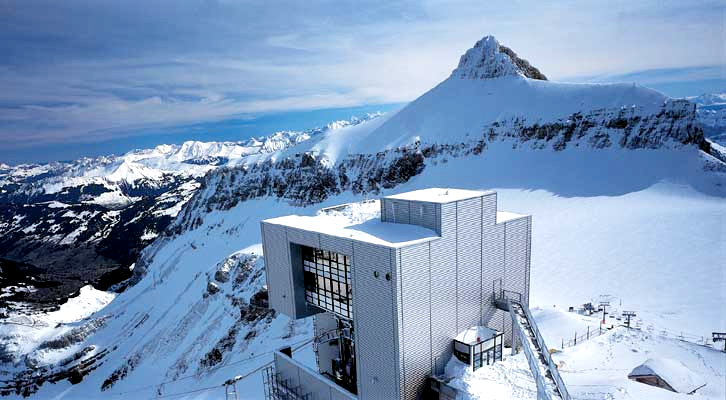
Restaurant bei der Luftseilbahn-Bergstation auf dem Scex Rouge im Gebiet Glacier 3000, Les Diablerets, 2001

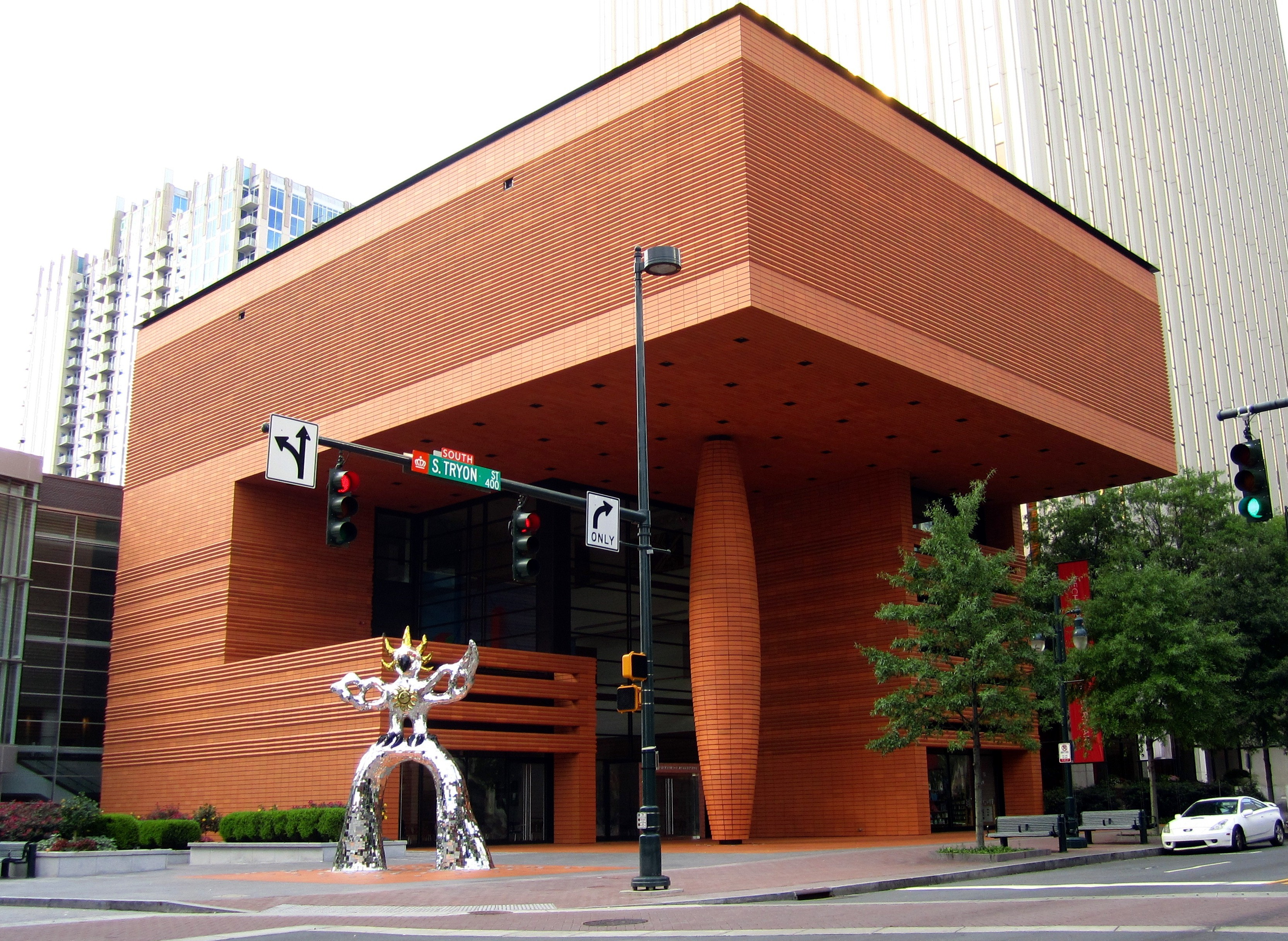
Bechtler Museum of Modern Art, mit der Skulptur The Firebird von Niki de Saint Phalle vor dem Museum, Charlotte, North Carolina, 2000–2009

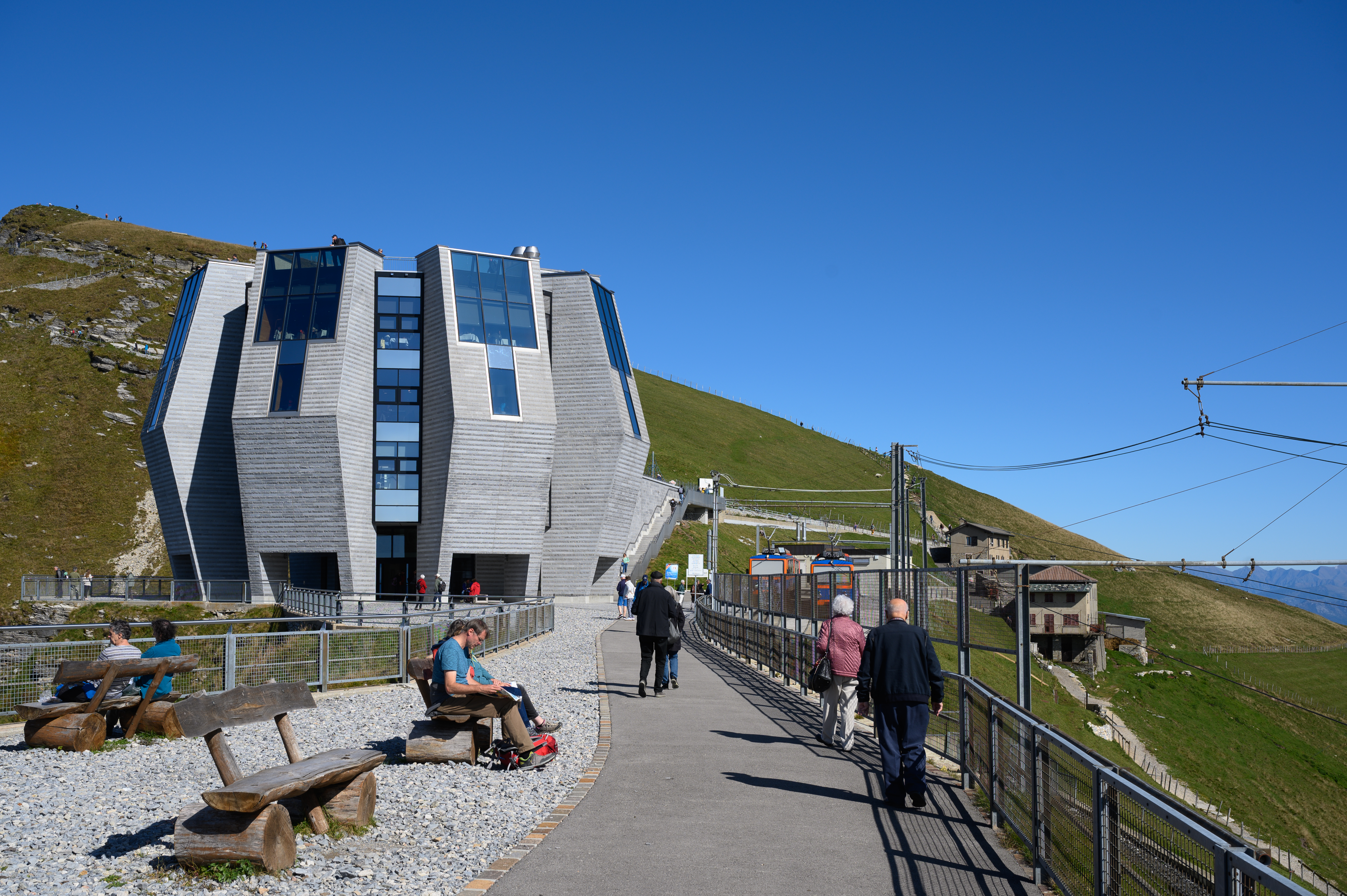
Panorama-Restaurant Fiore di Pietra auf dem Monte Generoso im Tessin, 2017

National Bank of Greece

- um 1959: Haus für befreundete Familie (verändert)[10]
- 1961–1963: Pfarrhaus, Genestrerio
- 1965–1968: Wohnhaus, Stabio
- 1970–1971: Casa Caccia, Cadenazzo[11]
- 1971–1973: Casa Bianchi, Riva San Vitale
- 1972–1977: Mittelschule, Morbio Inferiore
- 1976–1979: Bibliothek des Kapuzinerklosters, Lugano
- 1978–1981: Hauptsitz der Freiburger Kantonalbank, Freiburg im Üechtland
- 1980–1981: Casa Rotonda - Medici, Stabio
- 1982–1988: Banca BSI (ex Banca del Gottardo), Lugano
- 1984–1988: Wohnhaus, Breganzona
- 1986–1990: Wohn- und Bürogebäude - Via Ciani, Lugano
- 1986–1995: Bankgebäude der UBS / BIZ am Aeschenplatz, Basel
- 1986–1996: Chiesa di San Giovanni Battista, Mogno
- 1987–1989: Wohnhaus, Losone
- 1987–1992: Chiesa Parrocchiale Beato Odorico, Pordenone
- 1987–1996: Bürogebäude Banque Bruxelles Lambert, Genf
- 1987: Haus Lützowplatz 1 (Block 234) in Berlin (als Teil der Internationalen Bauausstellung 1987)
- 1988–1995: Kathedrale von Évry
- 1988–2002: Museo di arte moderna e contemporanea di Trento e Rovereto (MART), Rovereto
- 1989–1993: Wohn- und Geschäftshaus Luzernerstrasse, Zofingen
- 1989–1995: San Francisco Museum of Modern Art, San Francisco
- 1990–1996: Santa Maria degli Angeli, Monte Tamaro
- 1990–2000: Wohn- und Geschäftshaus La Fortezza, Maastricht
- 1990–2004: Städtebaulicher Ideenwettbewerb 1993 für den Alexanderplatz in Berlin (Teilnahme am Wettbewerb)
- 1990–2006: Casinò, Campione d’Italia
- 1992–2000: Umbau des Centre Dürrenmatt, Neuchâtel
- 1992–2004: Bibliothek für Werner Oechslin, Einsiedeln
- 1993–1996: Museum Tinguely, Basel
- 1995–1999: Stadt- und Landesbibliothek, Dortmund
- 1997–1998: Büro- und Produktionsgebäude der Firma Benkert, Altershausen
- 1998–2001: National Bank of Greece, Athen
- 1998–2003: Erweiterung - Fondation Martin Bodmer, Cologny
- 1998: Cymbalista-Synagoge, Tel Aviv[12]
- 1999–2001: Harting Vertriebsgebäude, Minden
- 1999–2001: Bergkapelle Azzano di, Seravezza
- 1999: Provisorisches Kirchenmodell San Carlo alle Quattro Fontane auf dem Lago di Lugano, Lugano (zum 400. Geburtstag von Francesco Borromini, 2003 wieder entfernt)
- 2000–2001: Schutzdach der zentralen Bushaltestelle, Lugano
- 2000–2004: Tour de Moron, Aussichtsturm, Valbirse
- 2000–2009: Bechtler Museum of Modern Art, Charlotte
- 2000: Thermoselect-Anlage, Ansbach (nicht fertiggestellt)[13]
- 2001–2004: Modernisierung und Erweiterung des «Teatro alla Scala», Mailand
- 2001–2006: Chiesa del Santo Volto, Turin
- 2001 Restaurant bei der Luftseilbahn-Bergstation auf dem Scex Rouge im Gebiet Glacier 3000, Les Diablerets
- 2003–2006: Erweiterung Grand Hotel Tschuggen, Arosa
- 2005–2009: Weingut Château Faugères, Saint-Étienne-de-Lisse
- 2005, 2010–2017: Teatro dell’architettura, Architekturakademie, Mendrisio
- 2011–2013: Granatkapelle auf der Granatalm Penkenjoch (bei Penken, westlich von Mayrhofen im Zillertal)[14]
- 2013–2017: Panorama-Restaurant Fiore di pietra (Steinblume), Monte Generoso[15]
- 2019–2021: Stadion des HC Ambrì-Piotta[16]
- 2020–2022: Thermalbad Baden, Schweiz[17]

### Bildergalerie «Kirchen und Kapellen»

Chiesa di San Giovanni Battista in Mogno-Fusio
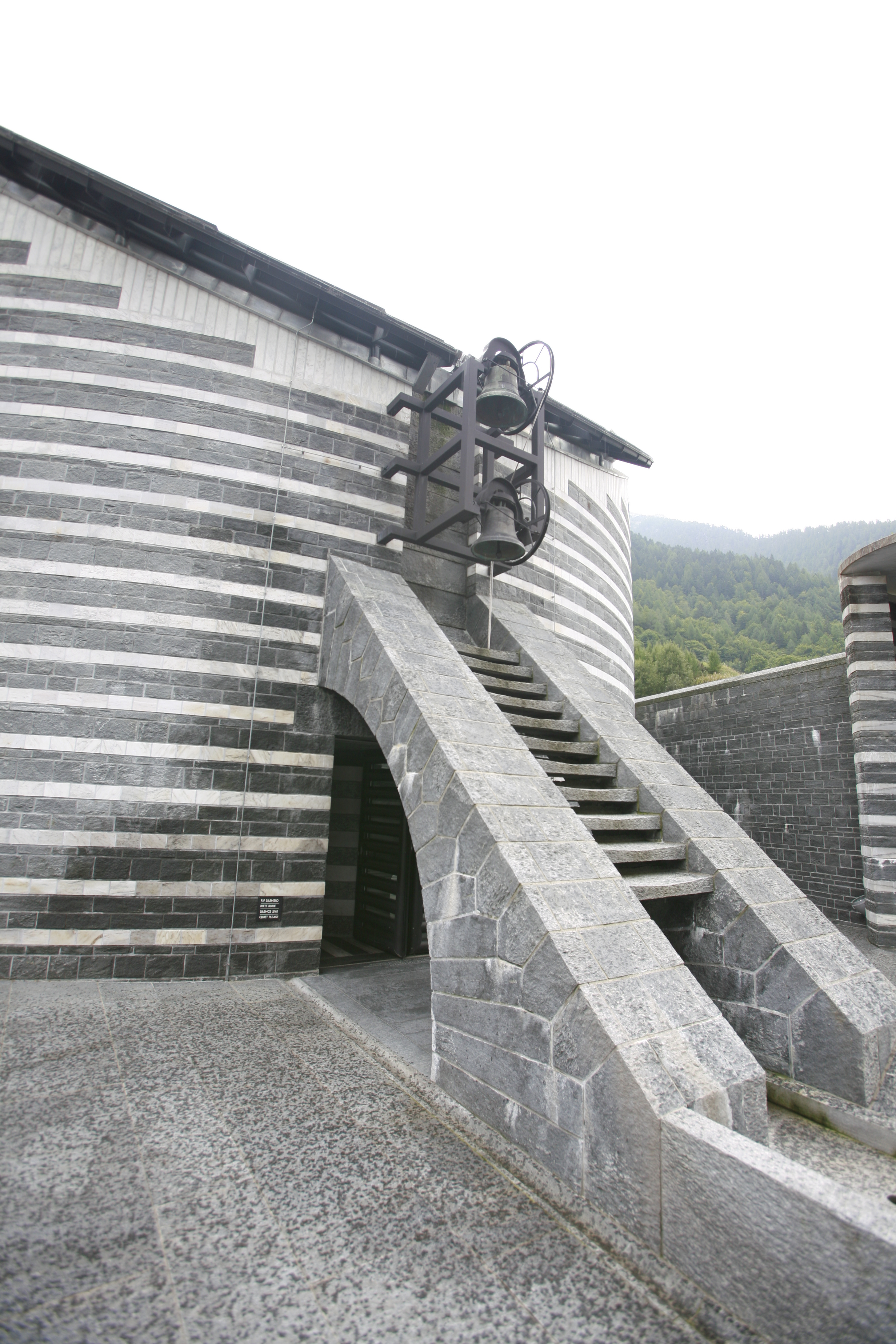
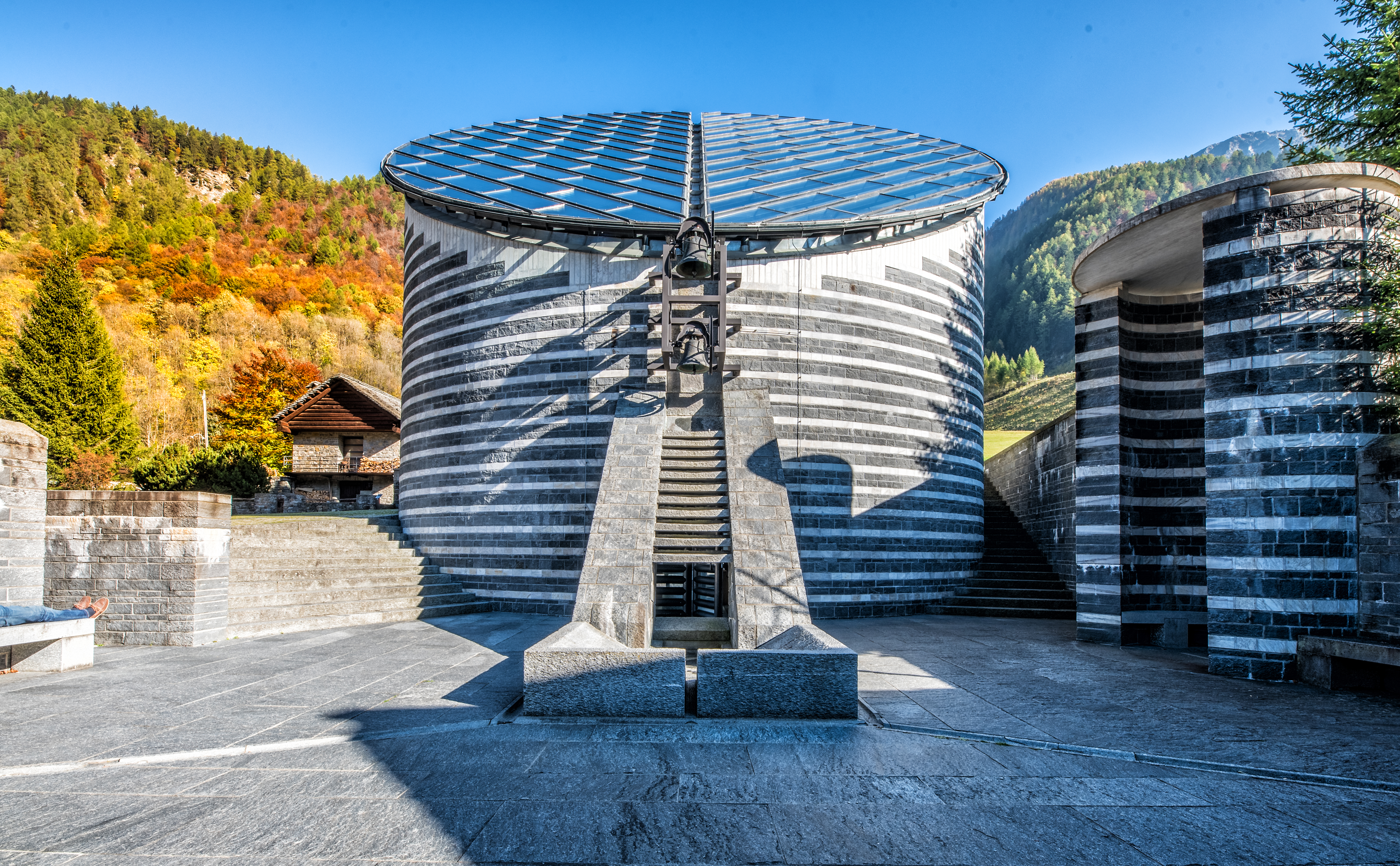
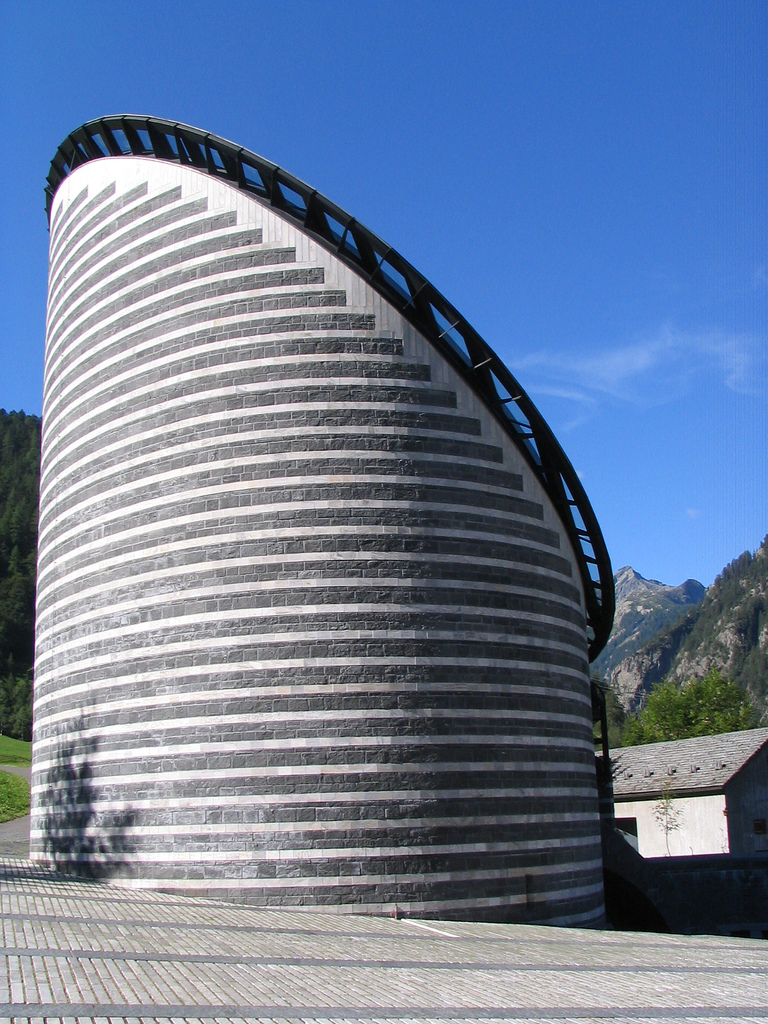

Cappella di Santa Maria degli Angeli auf dem Monte Tamaro
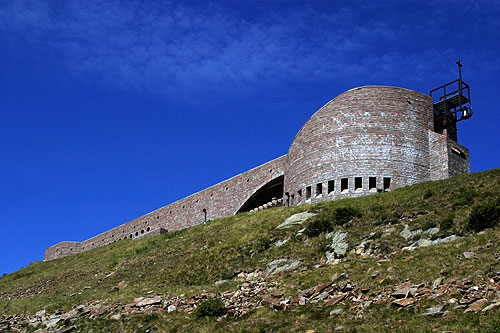
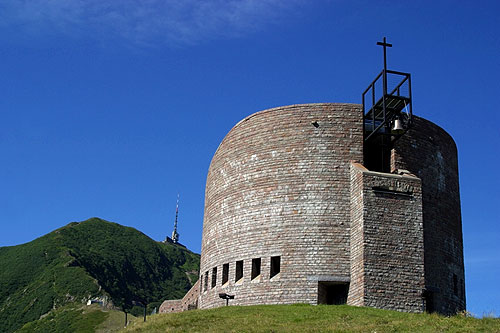
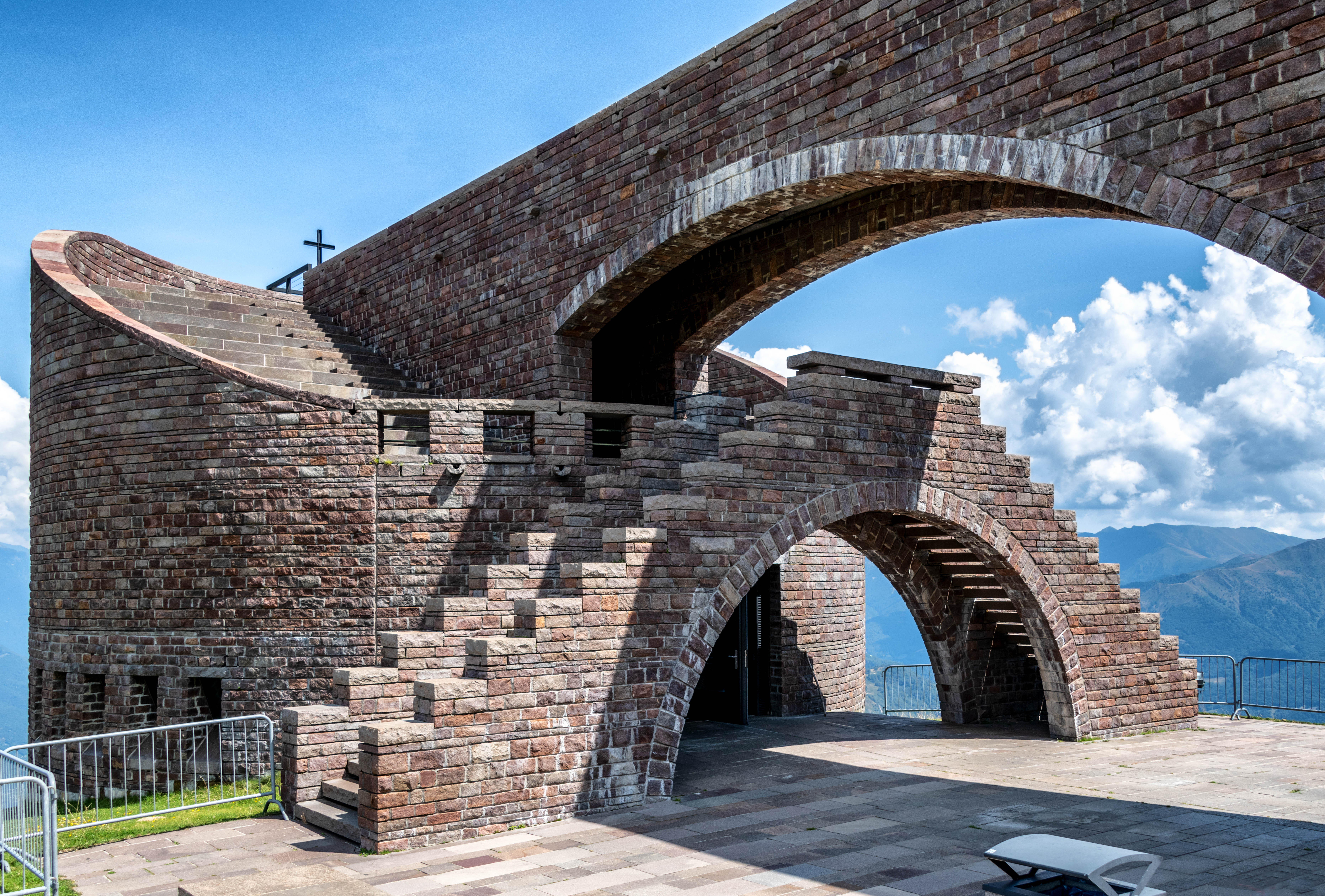
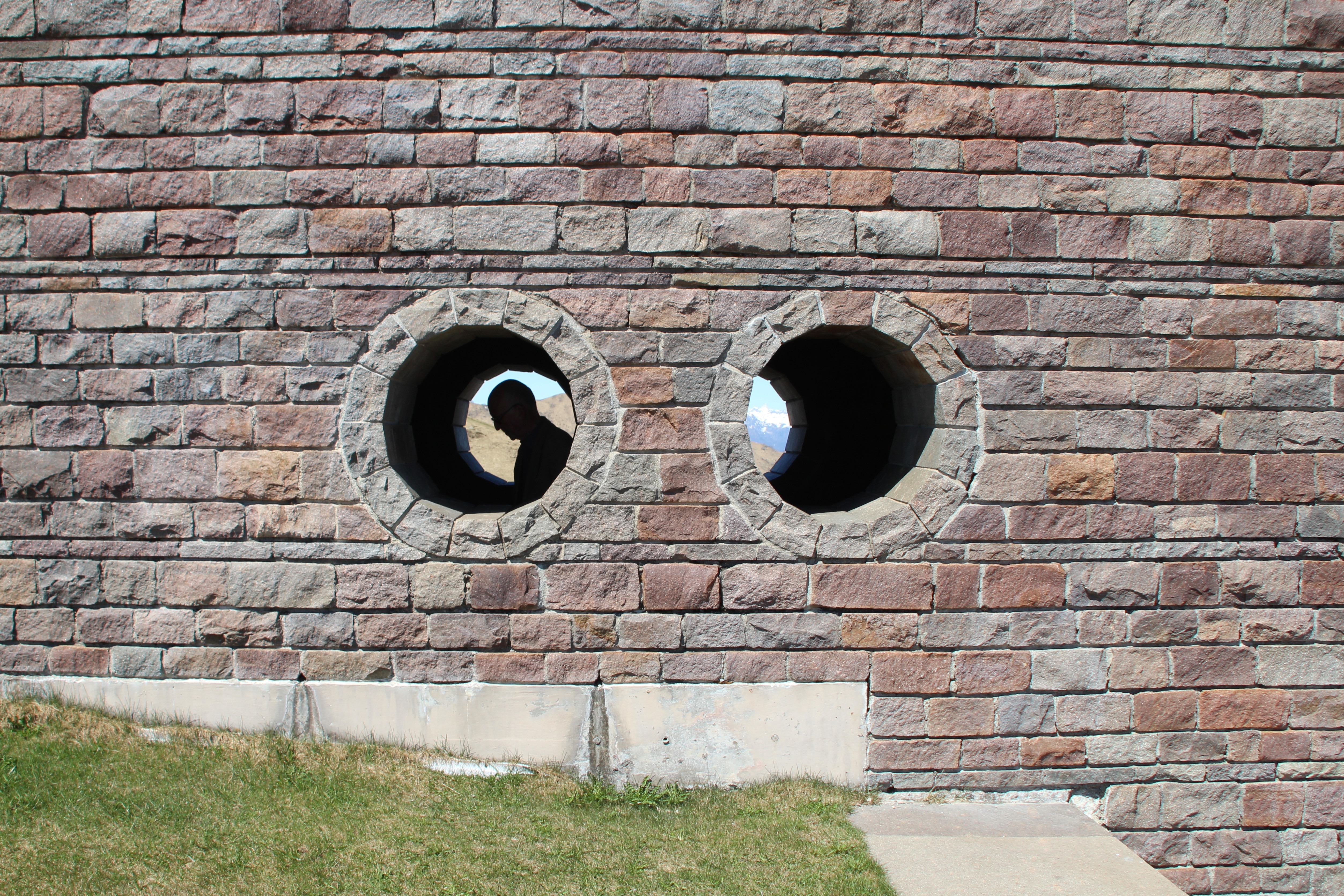
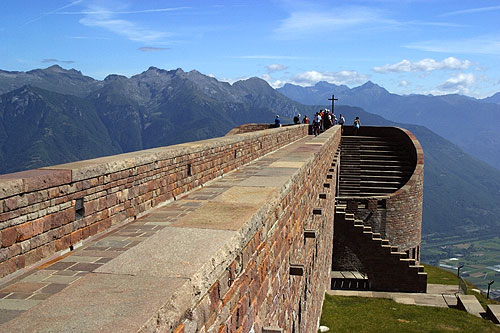
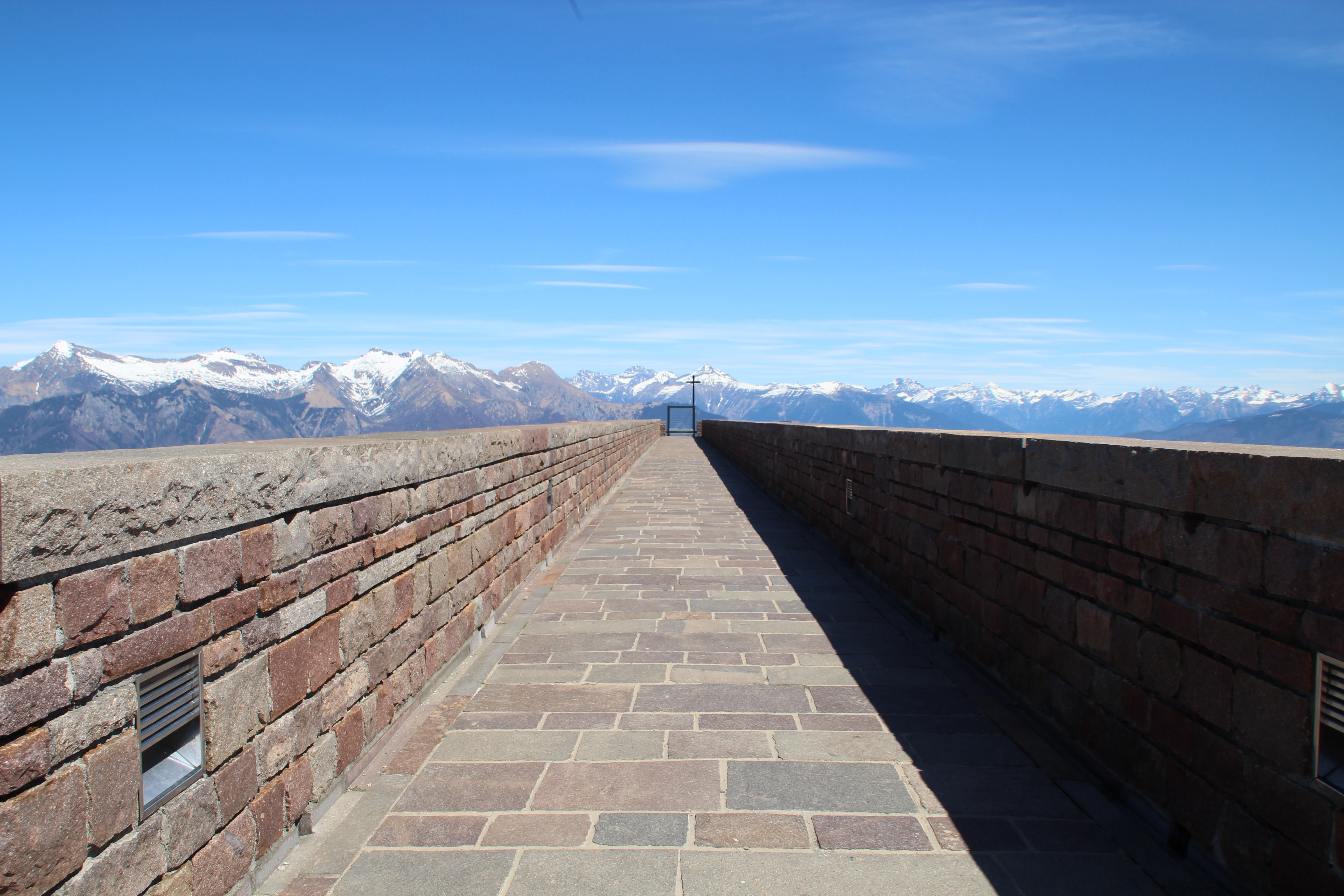

Granatkapelle am Penken im Zillertal
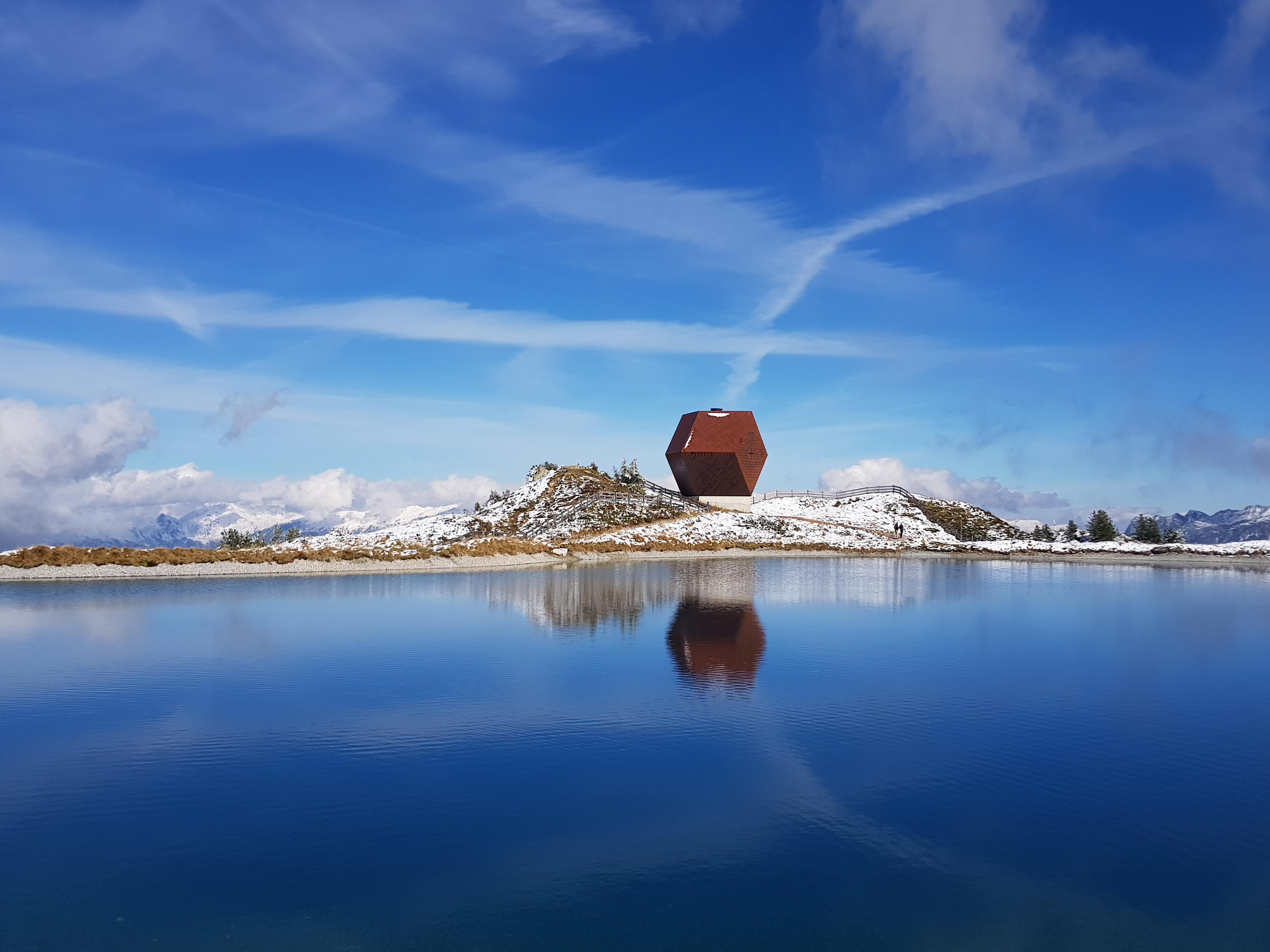
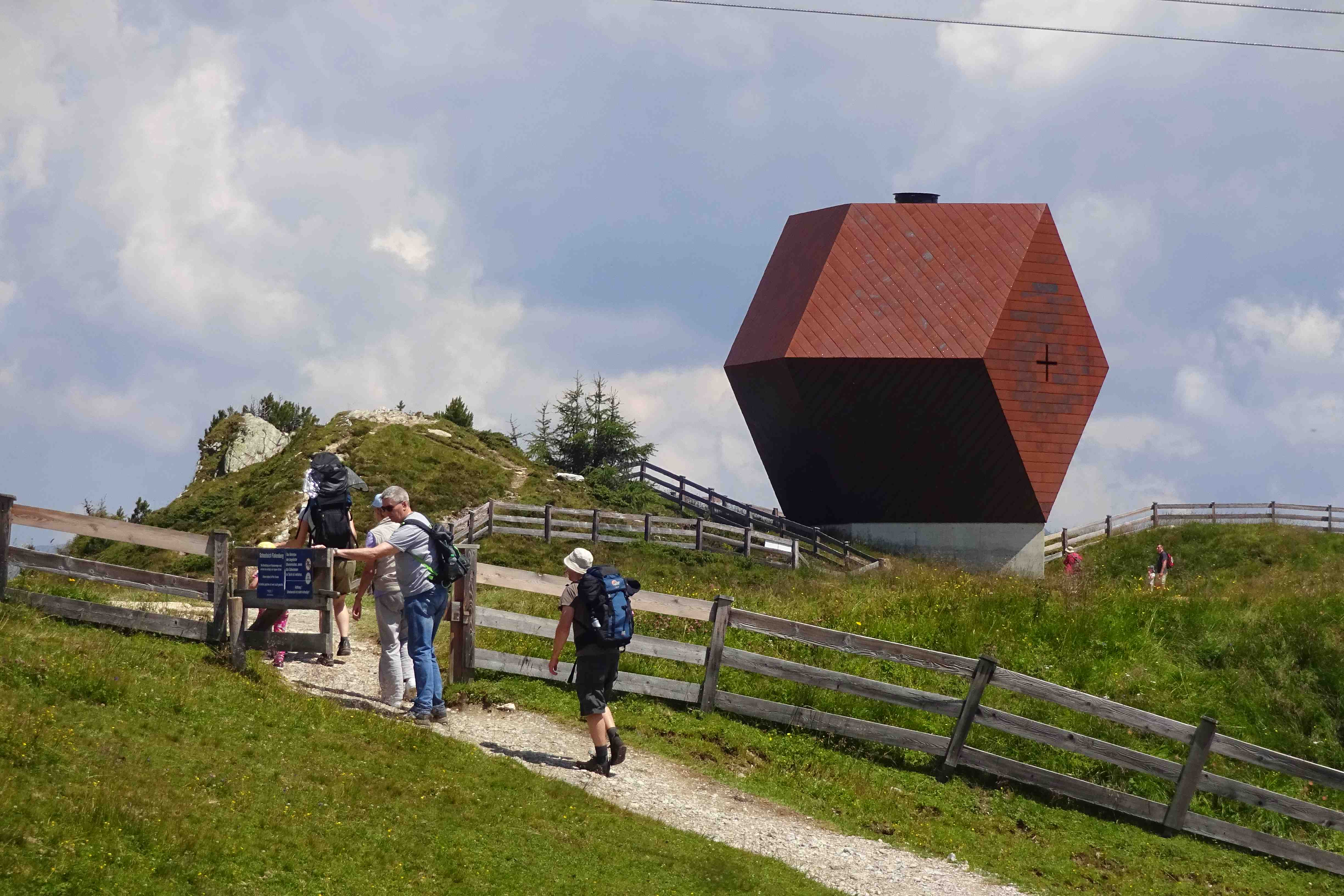
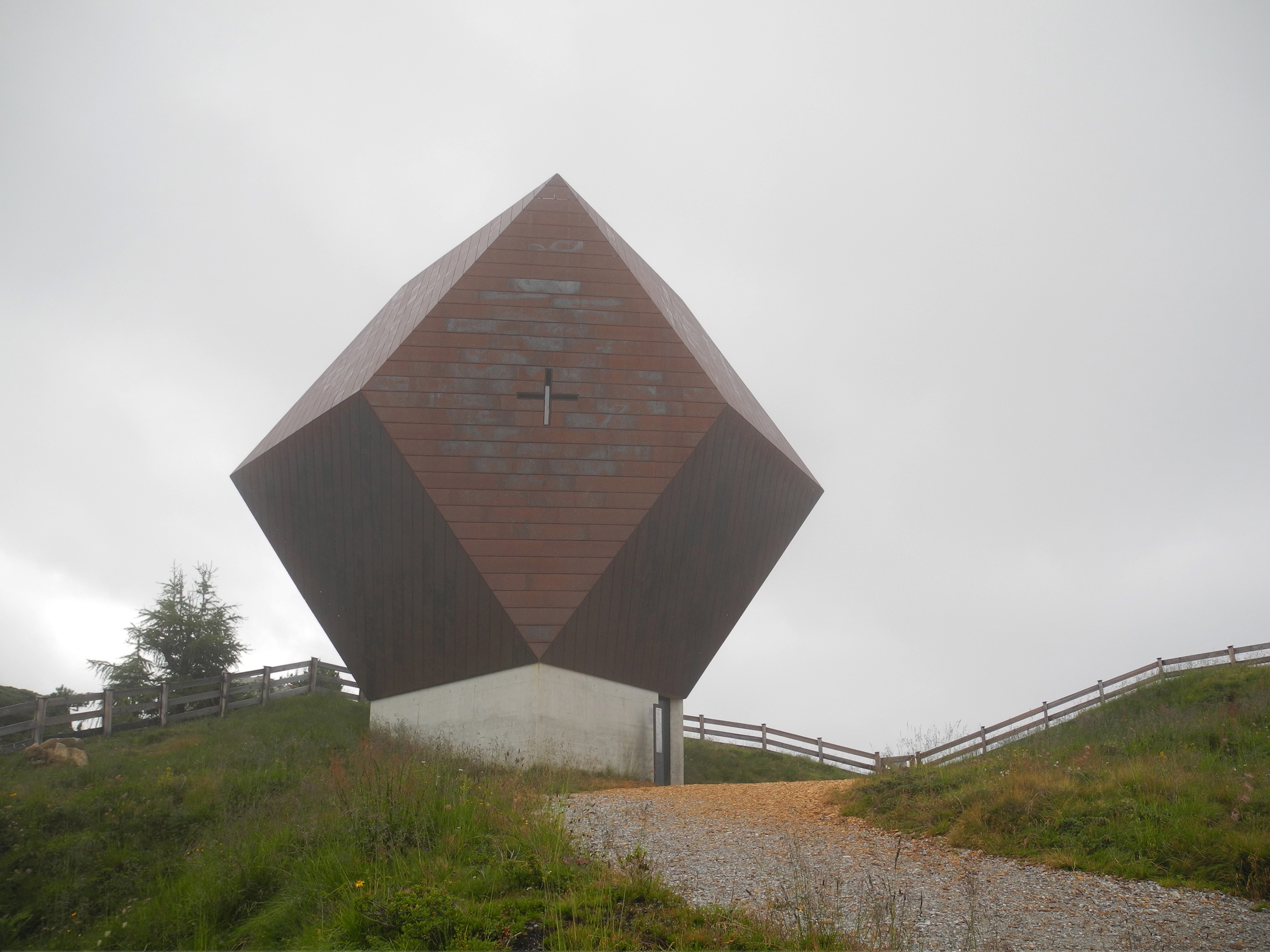

## Ausstellungen
- 1977: Erste Ausstellung seiner Projekte und Bauten an der Technischen Universität Wien[18]
- 1979: Columbia-Universität New York
- 1997/1998: Mario Botta: Das Projekt Museum Jean Tinguely Basel, Museum Jean Tinguely Basel[19]
- 2010/2011: Mario Botta. Architetture 1960-2010, Museo di arte moderna e contemporanea di Trento e Rovereto (MART), Rovereto.[20]
- 2011: Mario Botta – Architektur und Gedächtnis, Centre Dürrenmatt Neuchâtel[21]
- 2018: Spazio Sacro – Mario Botta, Pinacoteca Comunale Casa Rusca, Locarno[22]

## Schriften
- Bauten und Projekte. DVA, Stuttgart 1982, ISBN 3-421-02818-4.
- Una casa. Electa, Mailand 1989, ISBN 88-435-2983-8.
- Ethik des Bauens. Birkhäuser, Basel 1997, ISBN 3-7643-5742-8.
- mit Markus Breitschmid (Hrsg.) und Nachwort: Architecture and the Ambient (= Texts on Architecture and Art, Band 2). Virginia Tech Architecture Publications, Blacksburg, Virginia 2013, ISBN 978-0-9893936-5-2.[23]

## Film
- 1991: Gesichter der Schweiz von Matteo Bellinelli u. a. Dokumentarfilm zur 700-Jahre-Jubiläumsfeier der Eidgenossenschaft. Episode: Mario Botta